# Ekstymność
Ekstymność – związek intymności z zewnętrznością (external), koncepcja, mająca na celu obalenie opozycji inside i outside, ale również own i alien. Odnosi się do najintymniejszej składowej człowieczeństwa, której ludzie nie są w stanie w sobie zaakceptować i znieść. Ekstymność rodzi się z więzi tego, co w człowieku krańcowo wewnętrzne i intymne z tym, co jest najbardziej w nim obce, osamotnione i monstrualne. Ekstymność pojawia się również w kontekście mediów jako tendencja zmierzająca zarówno ku demasyfikacji, jak i opozycji tego procesu.